# Batomalj
Batomalj falu Horvátországban Tengermellék-Hegyvidék megyében. Közigazgatásilag Baškához tartozik.

## Fekvése
A Krk sziget délkeleti részén, községközpontjától  2 km-re északnyugatra, a krki nyugati hegylánc meredek lejtői alatt a Baškai-völgyben fekszik. A faluval szemben fekszik Jurandvor és a két település között ered a sziget egyetlen állandó vízfolyása a Suha Ričina vagy más néven Vela Rika. Batomaljt makadámút köti össze a nyugatra fekvő Stara Baškával.

## Története
A település alapítását az 1380 utáni időre teszik. I. Lajos magyar királynak a Velencei Köztársaság ellen viselt háborúja során ekkor gyújtották fel és rombolták le a velenceiek Baška várát és a lakosság egy része feltételezhetően a Baškai völgynek ezen a részén telepedett le. 1481-ben a település már biztosan állt. A következő adat 1627-ből származik, amikor 79 lakosa volt. Lakói hagyományosan mezőgazdaságból, főként szőlőtermesztésből és borászatból éltek, de a 19. század végén kitört filoxéra-járványt követően az ültetvények az enyészeté lettek. Később a paradicsom termesztésre tértek át és lakói nagy része is a szomszédos Jurandvor és Baška paradicsomfeldolgozó üzemeiben dolgozott. Mára a völgy termékenységének csökkenése miatt az ültetvények kisebbek lettek. Még ma is jelentős hasznot hoz  a juhtenyésztés főként a jó minőségű bárányhús iránti magas kereslet miatt. A kedvelt üdülőhely Baška közelsége miatt azonban ma már a turizmus a fő bevételi forrása az itt élőknek, bár a magászállásokon kívül mással még nem tudja a turisták igényeit kielégíteni. A településnek 2011-ben 129 lakosa volt.

## Lakosság
| Lakosság változása | Lakosság változása | Lakosság változása | Lakosság változása | Lakosság változása | Lakosság változása | Lakosság változása | Lakosság változása | Lakosság változása | Lakosság változása | Lakosság változása | Lakosság változása | Lakosság változása | Lakosság változása | Lakosság változása | Lakosság változása |
| ------------------ | ------------------ | ------------------ | ------------------ | ------------------ | ------------------ | ------------------ | ------------------ | ------------------ | ------------------ | ------------------ | ------------------ | ------------------ | ------------------ | ------------------ | ------------------ |
| 1857               | 1869               | 1880               | 1890               | 1900               | 1910               | 1921               | 1931               | 1948               | 1953               | 1961               | 1971               | 1981               | 1991               | 2001               | 2011               |
| 109                | 120                | 121                | 144                | 148                | 137                | 142                | 152                | 213                | 92                 | 78                 | 58                 | 61                 | 86                 | 117                | 129                |

## Nevezetességei
- Szent Miklós tiszteletére szentelt temploma 1676-ban épült. Egyik képét 13. századinak tartják, melyet valószínűleg a korábbi azonos titulusú templomból hoztak át. Ennek romjai még mindig láthatók a falutól délre a Sveti Milukának nevezett helyen.
- A falutól északra áll a Goricai Szűzanya tiszteletére szentelt templom, melyet a 15. század elején építettek. Oltárképét Celestin Medović festette. 1594-ben készített harangjáról nevezetes, melyet hagyományosan a püspök látogatásakor szólaltatnak meg. A templom nevét  a jurandvori “Goričica” nevű kis magaslatról kapta, ahova eredetileg építették. A legnagyobb Mária templom a püspökség területén. A templomhoz egy 237 lépcsőfokból álló lépcsősoron lehet feljutni, melyet a 19. században építettek.[4]